# 文化学会
文化学会（ぶんかがっかい）は、社会運動家・島中雄三が組織した文化運動推進団体。
1919年（大正8年）、「現代文化の源泉たる諸種の学説思想を研究し、兼ねて当面の問題に対する批評、解決、指導の任務に尽くす」ことを掲げ、下中弥三郎、安部磯雄などを会員にして生まれた。1919年12月16日に最初の講演会を開催したことを皮切りに、活動を始めた。
のちに会社組織の出版部を設け、世界傑作文学選集などを刊行したが、ほとんど採算はとれなかった。